# Troglosiro oscitatio
Troglosiro oscitatio – gatunek kosarza z podrzędu Cyphophthalmi i monotypowej rodziny Troglosironidae.

## Występowanie
Jak wszyscy przedstawiciele rodzaju jest endemitem Nowej Kaledonii. Znaleziony na szczycie Rembai na wysokości 780 m n.p.m..